# Коцен, Ефим Григорьевич
Ефим Григорьевич Коцен (1902, местечко Дуниловичи Дуниловического района Полоцкой области — 1972, Москва) — партийный и хозяйственный работник, секретарь Ивановского Промышленного обкома ВКП (б), первый секретарь Ярославского горкома ВКП (б).
Из еврейской семьи. Участник Гражданской войны. Член ВКП (б) с 1919 года. Окончил в 1927 году Коммунистический университет имени Я. М. Свердлова. Работал секретарем Ивановского Промышленного обкома ВКП (б), а также первым секретарем Ярославского горкома ВКП (б) в 1933 году (сентябрь-ноябрь).
Во время Второй мировой войны в Красной Армии: комиссар штаба 130-й стрелковой дивизии, заместитель командира дивизии; начальник политического отдела 129-й стрелковой дивизии, заместитель командира дивизии; начальник политотдела 129-й Орловской Краснознаменной стрелковой дивизии. Закончил войну майором.
Работал начальником отдела рабочих кадров управления кадров и учебных заведений министерства транспортного строительства (Москва).
Похоронен на Новодевичьем кладбище (колумбарий).

## Награды, звания
- Награждён тремя орденами Красного Знамени, орденом Отечественной войны 1 степени. Подполковник.
- За успешную работу на транспортном строительстве награждён двумя орденами «Знак Почёта» и медалью «За трудовую доблесть». Кроме того имеет 7 памятных и юбилейных медалей.
- 7 марта 1969 года Коцену присвоено звание «Почётный гражданин Залегощенского района».

## Сочинения
- О партийно-массовой работе на текстильных предприятиях. — М.; Иваново: Партиздат, 1932. — 16 с.
- Дать 3 миллиона тонн торфа в 1933 году: Перер. стенограмма речи т. Коцена на Совещании хозяйственников 28 сент. 1932 г. — М.; Иваново: Партиздат, 1932 (Иваново: [тип. «Красный Октябрь»]). — 16 с.
- Победить на лесном фронте Речь на Обл. совещании треугольников леспромхозов ИПО. — М.; Иваново: тип. «Красный Октябрь», 1932. — 22 с.
- Большевистскими темпами выполнить промфинплан ИПО. — М.; Иваново: Партиздат, 1932 (Ив.-Вознесенск: тип. «Красн. Октябрь»). — 39 c.
- Выполнить качественные показатели 1933 года в текстильной промышленности ИПО: [Доклад т. Коцена на Обл. слете участников конкурса ткачей и подмастерьев]. — М.; Иваново: Партиздат, 1933 (Иваново: газ.-журн. комбинат изд-ва «Раб. край»). — 32 с.
- Конкурсом бригад торфяников выполнить план 1933 года. — Иваново: Партиздат, 1933 (газ.-журн. комбинат изд-ва «Раб. край»). — 9 с.